# Contactee
Contactații (din engleză Contactee) sunt persoanele care pretind că au avut întâlniri cu extratereștrii. Contactații de obicei au afirmat că au primit mesaje sau cunoștințe profunde de la ființe extraterestre. Aceste întâlniri sunt descrise de multe ori ca fiind în curs de desfășurare, dar unii contactați susțin că au avut întâlniri mai puține sau chiar una singură.

## Listă de contactați
În continuare este prezentată o listă parțială cu cei care pretind că au fost contactați:
| - George Adamski - Zigmund Adamski - Wayne Sulo Aho - Cedric Allingham - Orfeo Angelucci - Truman Bethurum - Albert Coe - Alex Collier - James Cooke - Carlos Diaz - Daniel Fry - James Gilliland - Calvin C. Girvin - Brigitte Barclay - Gabriel Green - Steven M. Greer - David Hamel - Dana Howard - Betty and Barney Hill - George King - Elizabeth Klarer - Phillip Krapf | - Dino Kraspedon (sau Aladino Felix) - Gloria Lee - Nancy Lieder - Oscar Magocsi - Dan Martin - Riley Martin - Billy Meier - Howard Menger - Bonnie Meyer - Buck Nelson - Ted Owens - Reinhold O. Schmidt - Sun Ra - Whitley Strieber - Frances Swan - George Van Tassel - Samuel Eaton Thompson - Claude Vorilhon - George Hunt Williamson - Dwight York |